# فاروق محمد (سياسي)
فاروق محمد (بيما، نوسا تنقارا الغربية، 17 أكتوبر 1949 - جاكرتا، 18 فبراير 2021) كان ضابط شرطة وسياسي إندونيسي. كان نائب رئيس المجلس التمثيلي الإقليمي للفترة 2014-2017 من الدائرة الانتخابية في غرب نوسا تينجارا. كان ضابطا في الشرطة الوطنية الاندونيسية مع آخر منصب له كمدير لكلية علوم الشرطة.